# Maison de John Rabe

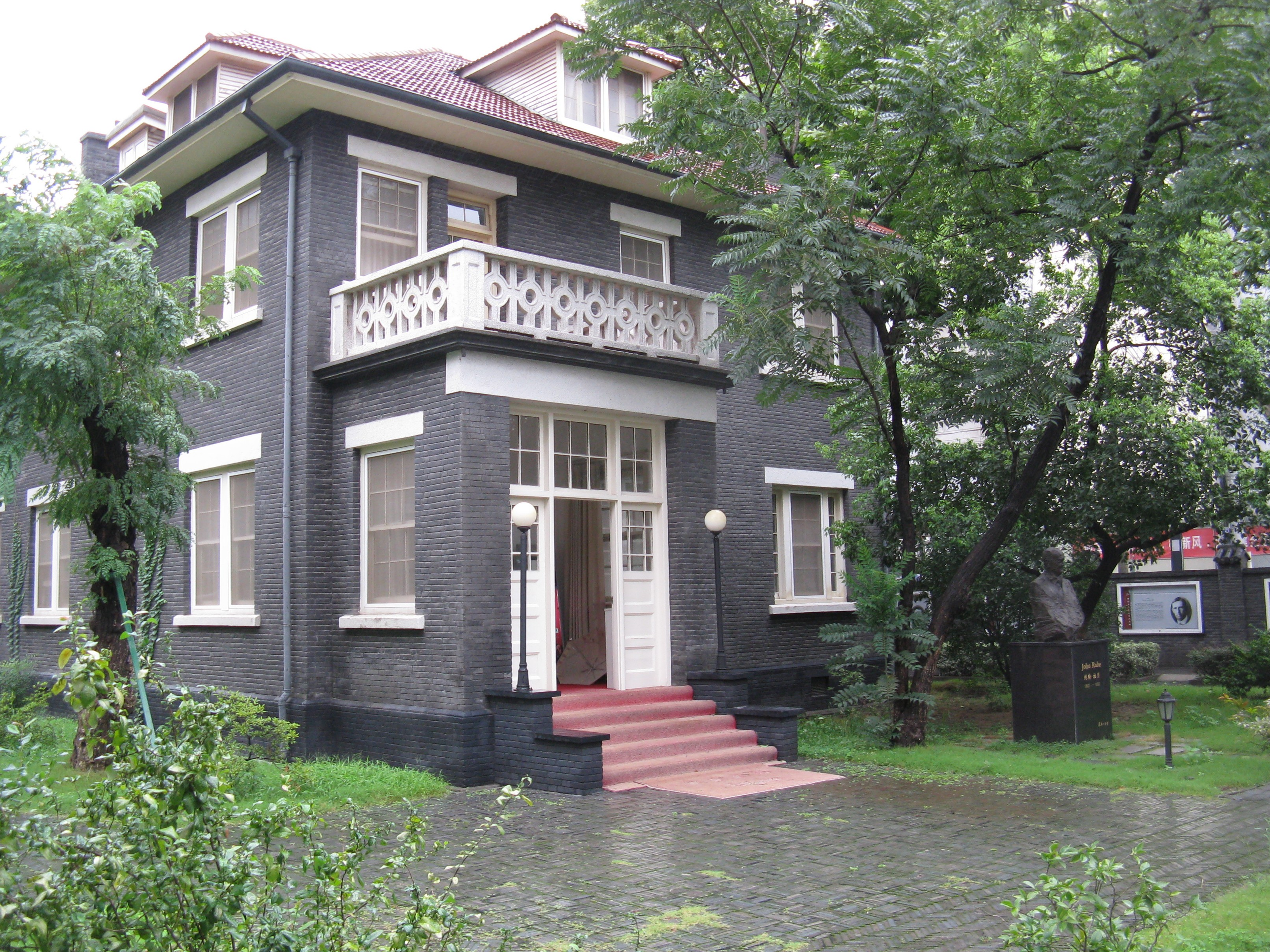
L'ancienne résidence de John Rabe à Nankin, juillet 2008

La maison de John Rabe (拉贝 故居) est l'ancien bâtiment de John Rabe, représentant de Siemens en Chine et président du Comité international de la zone de sécurité de Nankin. Il a vécu dans cette maison pendant 1932 et 1938 et protégé plus de 600 réfugiés chinois dans la maison et son jardin pendant le massacre de Nankin. C'est aussi dans cette maison où Rabe a écrit les célèbres "Carnets de John Rabe".
Aujourd'hui, le bâtiment accueille le "John Rabe and International Safety Zone Memorial Hall” et le “John Rabe Research and Exchange Centre for Peace and Reconciliation". La maison de John Rabe est situé dans le centre de Nankin, sur le campus de l'Université de Nanjing, à Xiaofenqiao n°1 (小 粉 桥1号).
Pendant presque un demi-siècle, l'ancienne résidence de Rabe à Nankin a reçu peu de reconnaissance. Quand les journaux intimes de Rabe sont publiés en Décembre 1996 par sa petite-fille Ursula Reinhardt, la maison devient plus importante. Lorsque le président allemand Johannes Rau a visité l'Université de Nanjing en 2003, il est surpris par le délabrement de l'ancienne résidence de John Rabe. Après la visite de Rau et grâce à son grand encouragement pour la rénovation de la maison, le projet est lancé avec succès en 2005. Le Consulat général de la République fédérale d'Allemagne à Shanghai, en collaboration avec Siemens Ltd China et Bosch-Siemens Home Appliances, a signé un accord avec l'Université de Nanjing avec le but de la rénovation de la maison et la construction de la "John Rabe and International Safety Zone Memorial Hall” et du “John Rabe Research and Exchange Centre for Peace and Reconciliation".

## John Rabe and International Safety Zone Memorial Hall
Le 31 octobre 2006, le "John Rabe et International Safety Zone Memorial Hall" est officiellement ouvert au public. Sur 1628 mètres carrés, 6 espaces d'exposition, plus de 300 photographies, fichiers et documents historiques racontent la vie de John Rabe. L'objectif principal est de commémorer les efforts héroïques de John Rabe et les autres membres de la zone de sécurité de Nankin pour sauver des vies innocentes au cours du massacre de Nankin. Depuis 2008, le Service autrichien à l'étranger envoie un jeune volontaire autrichien de la paix chaque année à Nankin pour travailler à la maison de John Rabe.